# Бандити (фільм, 2007)
«Бандити» — фільм 2006 року.

## Зміст
П'ятдесятирічний Клод Корті є справжнім королем бандитизму сучасного Парижа: наркотики, «живий товар» зі Східної Європи, фальшиві купюри, нальоти, рекет — імперія Корті тримається на винятковому насильстві. Та коли король бандитизму на кілька місяців потрапляє за ґрати, його злочинна структура починає стрімко валитися — чи є це результатом спланованої змови, або просто нападом параної хворої свідомості гангстера?